# Volucella dimidiata
Volucella dimidiata är en tvåvingeart som beskrevs av Sack 1922. Volucella dimidiata ingår i släktet humleblomflugor, och familjen blomflugor.
Artens utbredningsområde är Taiwan. Inga underarter finns listade i Catalogue of Life.